# Adriaan van Dis

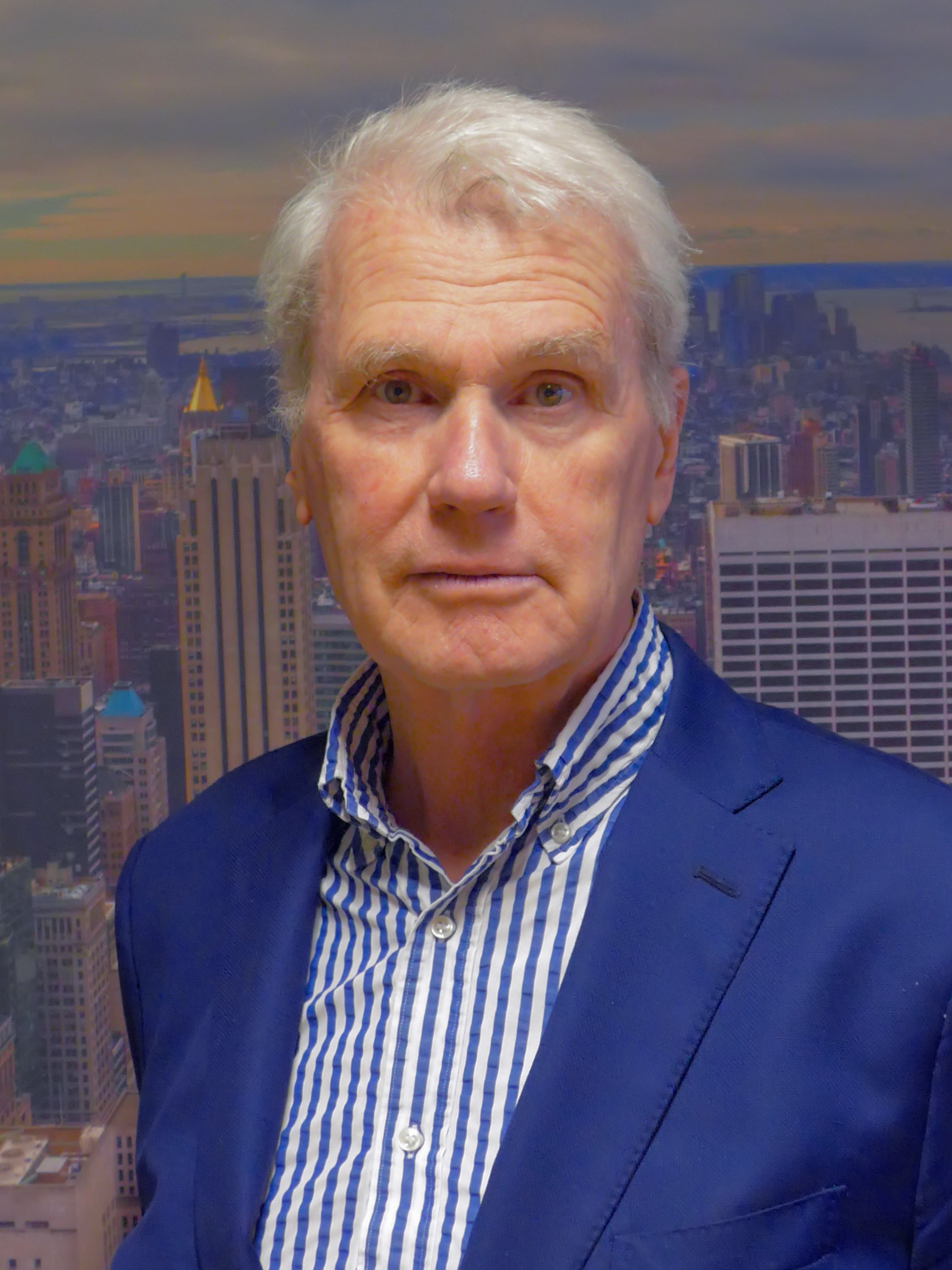
Adriaan van Dis (2016)

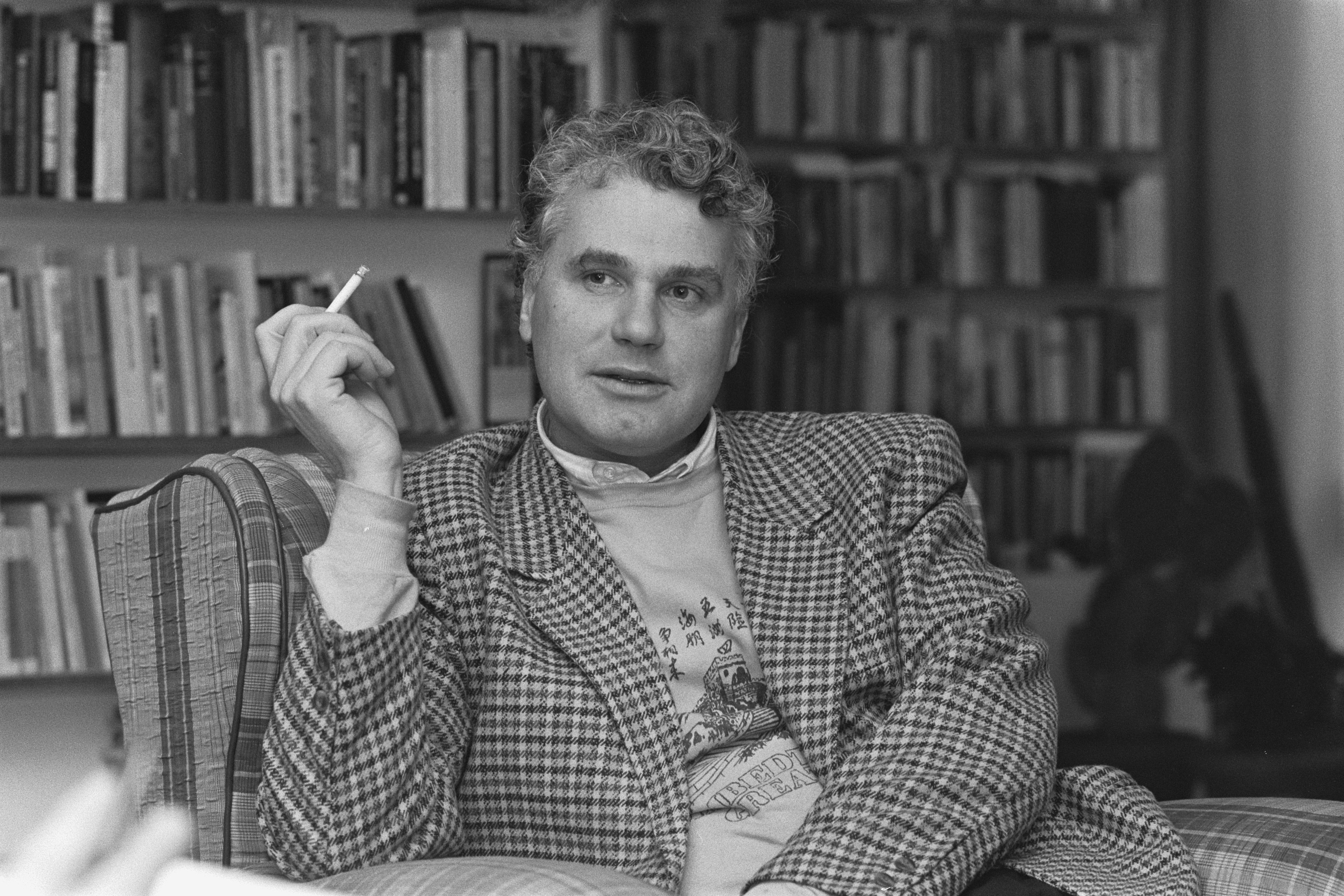
Adriaan van Dis (1986)

Adriaan van Dis (* 16. Dezember 1946 in Bergen, Niederlande) ist ein niederländischer Schriftsteller.

## Leben

### Jugend
Adriaan van Dis wurde 1946 in dem niederländischen Dorf Bergen geboren. Seine Eltern, Marie van Dis und Victor Justin Mulder, hatten sich in Indonesien, dem ehemaligen Niederländischen-Ostindien, kennengelernt. Marie van Dis hatte damals schon drei Töchter aus ihrer ersten Ehe. Die Eltern und Geschwister von Adriaan van Dis erlebten die japanische Besatzung Niederländisch-Ostindiens (1941–1949) hautnah. So wurde Adriaan van Dis 1946 in eine vom Krieg gezeichneten Familie geboren, die erst kurz zuvor nach Holland zurückgekommen war. Da er als Einziger in der Familie den Krieg und das Leben in Indien nicht miterlebt hatte, war er der Außenseiter der Familie. Auch in dem Ort Bergen aan Zee, wo die Familie sich mit anderen Mitgliedern der Niederländisch-Ostindischen Gemeinschaft eine Wohnung teilte, fehlte ihm in dieser Umgebung die Erfahrung in der ehemaligen Kolonie.
Adriaan van Dis hat den Nachnamen seiner Mutter bekommen, weil sein Vater bereits mit einer anderen Frau verheiratet war. Die Scheidung von seiner Frau wurde zwar vor dem islamischen Gesetz, jedoch nicht vor dem niederländischen Gesetz anerkannt. In seiner Jugend musste dieses Geheimnis bewahrt bleiben und so nannte van Dis sich für die Außenwelt Mulder. Mit Beginn seines Studiums begann er jedoch öffentlich den Namen van Dis zu tragen.

### Ausbildung
Nach dem Schulabschluss an der MULO machte er eine Lehrerausbildung an der Rijkskweek-Schule und anschließend den Abschluss an der Hogere Burger School (HBS). Danach studierte Adriaan van Dis Niederlandistik und Afrikaans an der Universität von Amsterdam und an der Universität von Stellenbosch in Südafrika.

### Berufsleben

#### Autor
Im Anschluss an sein Studium hat sich van Dis, nach Umwegen über den literarischen Journalismus (bei der kulturellen Beilage der Tageszeitung NRC Handelsblad und bei dem Zaterdags Bijvoegsel) für die Schriftstellerei entschieden. Sein Erstlingswerk Nathan Sid erschien 1983.
2008 war van Dis Teilnehmer des Internationalen Literaturfestivals in Berlin.
Ein wichtiger Schwerpunkt seiner Texte ist der Gebrauch von Antithesen, insbesondere die Darstellung kultureller und sozialökonomischer Differenzen. Außerdem hat die Hauptperson häufig die Perspektive eines Außenseiters, der im kleinen Rahmen (z. B. in seiner Familie) oder in der großen Welt (z. B. als Niederländer in Afrika oder China) lernen muss sich zurechtzufinden.
Adriaan van Dis hat mehrfach Literaturpreise gewonnen.
Gelegentlich veröffentlicht van Dis, neben seiner schriftstellerischen Arbeit, Artikel in Tageszeitungen, wie beispielsweise anlässlich des Rücktritts von Königin Beatrix.

#### Fernsehen
1983 bis 1992 hatte van Dis eine eigene Fernsehsendung bei der VPRO: Hier is... Adriaan van Dis. Als Talkshow-Moderator dieser Sendung empfing er viele in- und ausländische Gäste, wie zum Beispiel Hans Magnus Enzensberger und Umberto Eco. Die Fernsehsendung bekam 1985 den Nipkowschijf, einen Preis für die beste Fernsehsendung des Jahres. In den letzten Jahren tritt van Dis jedes Jahr, im Rahmen der Buchwoche, in der Fernsehsendung De wereld draait door auf, in der Hier is ... Adriaan van Dis wieder kurzfristig auflebt.
2008 machte er die Fernsehserie Van Dis in Afrika. Für diese Reihe bekam er nochmals den Nipkowschijf.

### Adriaan van Dis in Deutschland
Bisher sind in Deutschland bei unterschiedlichen Verlagen vier Romane, zwei Novellen und ein Essay von van Dis auf Deutsch erschienen und es sind noch weitere Werke geplant. Die Werke Indische Dünen, Ein feiner Herr und ein armer Hund und Nathan Sid wurden jeweils zwei Mal herausgegeben. Ein feiner und ein armer Hund erschien außerdem als Hörbuch. Dieses wurde von August Zirner gelesen.
Bei dem Rowohlt Verlag, Elster Verlag und dem Corso Verlag erschienen einzelne Werke. Der Carl Hanser Verlag hat bisher die meisten Werke von van Dis veröffentlicht, aber die Romane, die demnächst in Deutschland erscheinen werden, werden bei der Verlagsgruppe Droemer-Knaur erscheinen. Die meisten Bücher wurden von Marlene Müller-Haas übersetzt.

## Werke (Auswahl)

### Deutsche Übersetzungen

#### Romane
- (1993) Ein Barbar in China: eine Reise durch Zentralasien (Frank Runge, Übers.). Köln: Volksblatt, ISBN 978-3926949165. (Originalwerk veröffentlicht 1987)
- (1997) Indische Dünen (Mirjam Pressler, Übers.). München: Carl Hanser Verlag. (Originalwerk veröffentlicht 1994)
- (2000) Indische Dünen (M. Pressler, Übers.) Reinbek bei Hamburg: Rowohlt Verlag, ISBN 978-3446189263. (Originalwerk veröffentlicht 1994)
- (2004) Doppelliebe, Geschichte eines jungen Mannes (Marlene Müller-Haas, Übers.) München: Carl Hanser-Verlag, ISBN 978-3446204546. (Originalwerk veröffentlicht 1999)
- (2009) Ein feiner Herr und ein armer Hund (M. Müller-Haas, Übers.) München: Carl Hanser-Verlag, ISBN 978-3446209961. (Originalwerk veröffentlicht 2007)
- (2012) Ein feiner Herr und ein armer Hund (M. Müller-Haas, Übers.) München: Carl Hanser-Verlag, ISBN 978-3446239449. (Originalwerk veröffentlicht 2007)
- (2016) Das verborgene Leben meiner Mutter (M. Müller-Haas, Übers.) München: Droemer Knaur-Verlag, ISBN 978-3426281628. (Originalwerk Ik kom terug veröffentlicht 2014)

In Zukunft erscheinen
- (Datum noch unbekannt) Übersetzung von Familieziek

#### Novellen
- (1988) Nathan Sid (S. Mrotzek, Übers.). Moos/Baden-Baden: Elster Verlag, ISBN 978-3891510483. (Originalwerk veröffentlicht 1983)
- (1996) Nathan Sid (S. Mrotzek, Übers.). München: Carl Hanser Verlag, ISBN 978-3446178922. (Originalwerk veröffentlicht 1983)
- (2000) Palmwein oder Die Liebe zu Afrika (M. Müller-Haas, Übers.) München: Carl Hanser-Verlag, ISBN 978-3446198647. (Originalwerk veröffentlicht 1996)

#### Essay
- (2011) Unter den Dächern aus Zink (M. Müller-Haas, Übers.) Hamburg: Corso Verlag, ISBN 978-3-86260-027-4. (Originalwerk veröffentlicht 2004)

### Originalwerke

#### Romane
- Een barbaar in China: een reis door Centraal Azië, 1987
- Zilver of Het verlies van de onschuld, 1988
- Het beloofde land: een reis door de Karoo, 1990
- In Afrika, 1991
- Indische Duinen, 1994
- Dubbelliefde. Geschiedenis van een jongeman, 1999
- Familieziek, 2002
- De wandelaar, 2007
- Tikkop, 2010
- Ik kom terug, 2014

#### Novellen
- Nathan Sid, 1983
- De vraatzuchtige spreekt, 1986
- De rat van Arras, 1986
- Zoen, 1987
- Palmwijn, 1996 (Geschenk der Niederländischen ‚Buchwoche’ – Boekenweekgeschenk)[9]
- Op oorlogspad in Japan, 2000

#### Erzählungen
- Een bord met spaghetti, 1984
- Casablanca, 1986
- Een keuze uit mijn vrolijke doodsgedachten, 1988
- De man uit het Noorden, 1992
- Waar twee olifanten vechten – Mozambique in oorlog, 1992
- Classics, 1993
- Wij, koningin, 1995
- Een waarze sat, 1997
- Vrijtaal, 2003
- Leeftocht. veertig jaar onderweg, 2007
- Het mussenjong, 2011
- Jammer, 2014

#### Theaterstücke
- Tropenjaren. De zaak, 1986
- Komedie om geld, Een uur in de wind, 1988

#### Verschiedenes
- Alles is te koop, Manifest
- The Shell, Sonderausgabe, 1992
- Noord-Zuid: Een Modern Sprookjes, Modernes Märchen, 1994
- Een deken van herinnering, Essay, 1998
- Totok, Lyrik, 1998
- Onder het zink. Un abécédaire de Paris. Essay, 2004
- Op de televisie, Erinnerungen, 2007
- Van Dis in Afrika, Dokumentarserie, 2008
- Totok II, Lyrik, 2008
- Stadsliefde, scènes in Parijs, 2011
- Van Dis in Indonesië, Dokumentarserie, 2012
- Het laatste boeket, Hommage, 2013

## Auszeichnungen
- 1985 Goldenes Eselsohr für Nathan Sid
- 1994 De Nieuwe Clercke-Pico Bello-prijs (Zehn Gulden und ein Gedicht) für seine Verdienste für die niederländische Literatur
- 1995 Goldene Büchereule für Indische Duinen
- 1995 Trouw Publieksprijs für Indische Duinen
- 2007 Groenman-taalprijs der Stiftung LOUT, einer Tochter der Genossenschaft Onze Taal, wegen seines humorvollen und kreativen Sprachgebrauchs
- 2009 Gouden Ganzenveer für seine Verdienste für die niederländische Literatur
- 2015 Libris Literatuur Prijs für Ik kom terug
- 2015 Constantijn Huygensprijs für sein Gesamtwerk
- 2016 Luisterboek Award

### Nominierungen
- 2002: Euregio literatuurprijs voor scholieren für Palmwein oder Die Liebe zu Afrika
- 2010: Euregio literatuurprijs voor scholieren für Ein feiner Herr und ein armer Hund